# Margherita Ball
Margherita Ball, all'anagrafe Margaret Bermingham (in inglese Margaret Bell; Corballis, 1515 – Dublino, 1584) è stata una martire irlandese, venerata come beata dalla Chiesa cattolica.

## Biografia
Margaret Bermingham nacque nel 1515 nella Contea di Meath, figlia di un fattore immigrato dall'Inghilterra. All'età di sedici anni sposò Bartholomew Ball, che nel 1553 divenne sindaco di Dublino; la coppia ebbe dieci figli, ma solo cinque di loro sopravvissero fino all'età adulta.
Nel 1558 Elisabetta I d'Inghilterra impose il protestantesimo in Irlanda e Margaret divenne nota perché proteggeva e nascondeva vescovi e preti cattolici di passaggio per Dublino. Il suo figlio primogenito Walter Ball abbracciò la nuova fede e, nel tentativo di eguagliare la carriera politica del padre, si oppose al cattolicesimo. Nel 1580 Walter divenne a sua volta sindaco di Dublino e fece arrestare la madre e il suo cappellano, facendoli imprigionare nel Castello di Dublino.
Walter Ball le risparmiò l'esecuzione e le promise un perdono se avesse prestato giuramento di Supremazia, ma Margaret rifiutò. Dopo più di tre anni nelle segrete del castello, Margaret, che soffriva d'artrite, morì all'età di 69 anni. Fu sepolta nel cimitero della chiesa di Sant'Audoeno.

## Culto
È stata proclamata beata come martire da papa Giovanni Paolo II nel 1992, insieme a Dermot O'Hurley e altri quindici martiri irlandesi. La sua ricorrenza cade il 20 giugno.
Insieme a Mary MacKillop è stata la patrona del cinquantesimo Congresso Internazionale Eucaristico nel giugno 2012.